# Andy na safari
Andy na safari (ang. Andy's Safari Adventures) – brytyjski serial animowany dla dzieci, w Polsce emitowany od 26 lutego 2018 roku na kanale BBC Cbeebies. 

## Fabuła
Szalony podróżnik Andy prezentuje nową serię przygód wśród dzikich zwierząt, które zamieszkują naszą planetę.

## Obsada
- Andy Day – Andy[2]
- Adam Astill – Pan Hammond
- Puja Panchkoty – Jen

## Wersja polska
Wystąpili:
- Piotr Bajtlik – Andy
- Julia Łukowiak – Jen
- Jakub Szydłowski – pan Hammond

Reżyseria: Leszek Zduń
Dialogi polskie:
- Julia Zduń (odc. 1–3, 7–9, 14),
- Filip Rogalski (odc. 4–5, 10–12),
- Aleksandra Kołodziej (odc. 19–20)

Dźwięk i montaż: Maciej Brzeziński
Kierownictwo produkcji: Agnieszka Kudelska
Piosenkę śpiewali: Piotr Bajtlik, Jakub Szydłowski i Agnieszka Kudelska
Opracowanie i udźwiękowienie wersji polskiej: dla Hippeis Media International – Studio Sonica
Lektor: Leszek Zduń